# Kasey Rogers
Kasey Rogers (* 15. Dezember 1925 in Morehouse, Missouri als Josie Imogene Rogers; † 6. Juli 2006 in Los Angeles, Kalifornien) war eine US-amerikanische Schauspielerin und Rennfahrerin.

## Biografie
Bereits als Kleinkind zog die im US-Bundesstaat Missouri geborene Josie Imogene Rogers mit ihren Eltern nach Kalifornien. Dort erhielt sie aufgrund ihrer guten Leistungen im Baseball bereits als Teenager den Spitznamen „Casey“ in Anlehnung an das Gedicht „Casey the Bat“ von Ernest Thayer. Später änderte sie die Schreibweise von „Casey“ zu „Kasey“.

## Film
Im Alter von 23 Jahren erhielt sie bei den Paramount Pictures ihren ersten Filmvertrag für das Kriminaldrama Special Agent. Auf Wunsch der Produktionsfirma benutzte sie für diesen und die nächsten Filme das Pseudonym Laura Elliott (Manchmal auch mit nur einem "t"). Zunächst wirkte sie v. a. als Hauptdarstellerin in B-Movies mit, in Großproduktionen wie Samson und Delilah war sie hingegen nur in kleineren Rollen zu sehen. 1951 spielte sie in Alfred Hitchcocks Thriller Der Fremde im Zug die ungeliebte Ehefrau von Farley Granger, die Robert Walker im „Austausch“ mit einem anderen Mord tötet. Zu ihren weiteren Produktionen für die Paramount Studios zählen der Science-Fiction-Film Der jüngste Tag und die musikalische Komödie Hochzeitsparade mit Bing Crosby.

## Fernsehen
Ab 1954 arbeitete sie vorwiegend für Fernsehproduktionen. Dafür legte sie das Pseudonym Laura Elliott ab und trat fortan wieder als Kasey Rogers auf. Sie spielte Gastrollen in zahlreichen Fernsehserien wie Perry Mason, 77 Sunset Strip, Maverick und Kobra, übernehmen Sie. Von 1964 bis 1966 gehörte sie zum Ensemble der erfolgreichen Familienserie Peyton Place. Internationale Bekanntheit erreichte sie schließlich durch eine andere Serienrolle: 1966 stieß sie als Ersatz für Irene Vernon zum Ensemble der Fantasy-Sitcom Verliebt in eine Hexe. In insgesamt 33 Folgen der Serie verkörperte sie die wohlhabende und ein wenig weltfremde „Louise Tate“, deren Mann Larry als Vorgesetzter der Hauptfigur „Darrin Stephens“ (Dick York bzw. Dick Sargent) diesem und seiner Ehefrau, der Hexe Samantha (Elizabeth Montgomery), das Leben schwer macht. Nach dem Produktionsende der Serie zog sich Kasey Rogers weitgehend aus ihrem Beruf zurück und kam nur für wenige Rollen zurück vor die Kamera.

## Motorsport
Stattdessen startete sie eine zweite Karriere. Ab 1971 nahm ihr Sohn an Motorradrennen teil. Nach ersten Erfolgen begann auch sie sich für diesen Sport zu interessieren. Neben eigenen Fahrten und Rennen verfasste Kasey Rogers zahlreiche Kolumnen für das Modern Cycle Magazine und engagierte sich sehr für von Frauen betriebenen Motorsport. 1974 gründete sie den Verein PowderPuffs Unlimited Riders and Racers (PURR) und leistete damit Pionierarbeit für Sportlerinnen in dieser bis zu diesem Zeitpunkt ausschließlich von Männern dominierten Sportart. Unter ihrer Leitung wurde ebenfalls ein erstes Nationales Motorradrennen für Frauen abgehalten. 1975 organisierte sie die Women’s Invitational Trophy Dash, die von zehn der weltbesten Rennfahrerinnen im Los Angeles Memorial Coliseum vor über 80.000 Zuschauerinnen und Zuschauern ausgetragen wurde. Aus PURR ging die Vereinigung Women’s Pro Class Division hervor, die noch heute eine feste Größe im Rennsport darstellt.

## Privat
Kasey Rogers war zweimal verheiratet und Mutter von vier Kindern. In ihren letzten Lebensjahren, die vom Kampf gegen eine Krebserkrankung geprägt waren, wandte sie sich verstärkt der Schriftstellerei zu und verfasste neben Zeitschriftenaufsätzen auch Drehbücher für Fernsehproduktionen.
Am 6. Juli 2006 starb sie im Alter von 80 Jahren infolge von Komplikationen nach einem Schlaganfall. Sie wurde im Forest Lawn Memorial Park in Los Angeles beigesetzt.

## Filmografie (Auswahl)
- 1949: Special Agent
- 1949: Samson und Delilah (Samson and Delilah)
- 1949: Todesfalle von Chikago (Chicago Deadline)
- 1949: Diebstahl in Irland (Top o’ the Morning)
- 1950: Strafsache Thelma Jordon (The File on Thelma Jordon)
- 1950: Entgleist (No Man of Her Own)
- 1950: Stadt im Dunkel (Dark City)
- 1950: Lach und wein mit mir (Riding High)
- 1951: Der Fremde im Zug (Strangers on a Train)
- 1951: Die silberne Stadt (Silver City)
- 1951: Der jüngste Tag (When Worlds Collide)
- 1951: Hochzeitsparade (Here comes the Groom)
- 1951: Spione, Liebe und die Feuerwehr (My Favorite Spy)
- 1952: Terror am Rio Grande (Denver and Rio Grande)
- 1959: Immer die verflixten Frauen (Ask any Girl)
- 1964–1966: Peyton Place (Fernsehserie, 103 Folgen)
- 1966–1972: Verliebt in eine Hexe (Bewitched; Fernsehserie, 33 Folgen)